# Prințesa Amalie Auguste de Bavaria
Amalie Auguste (13 noiembrie 1801 – 8 noiembrie 1877) a fost prințesă a Bavariei și regină a Saxoniei.

## Biografie
Amalie a fost al patrulea copil al regelui Maximilian I de Bavaria și a celei de-a doua soții Carolina de Baden. A fost sora geamănă a Elisabeta Ludovica, care mai târziu a devenit regină a Prusiei ca soție a lui Frederic Wilhelm al IV-lea al Prusiei. Celelalte trei surori mai mici ca ea s-au căsătorit cu regele Frederic August al II-lea al Saxoniei, Arhiducele Franz Karl de Austria și Maximilian Joseph, Duce de Bavaria. 
În 1851 Amalie Auguste a devenit președintele Asociației de femei din Dresda (Dresden zu Frauenverein), o organizație fondată de sora ei, atunci regină, iar în 1859 a reorganizat Zentralausschuß obererzgebirgischen und der vogtländischen Frauenvereine și a fondat un temei juridic pentru acesta, care a menținut organizația până în 1932. 

## Căsătorie și copii
Amalie Auguste s-a căsătorit la 22 noiembrie 1822 cu Prințul Ioan al Saxoniei, care a devenit rege al Saxoniei între 1854 și 1873.

Ioan și Amelia au avut nouă copii:

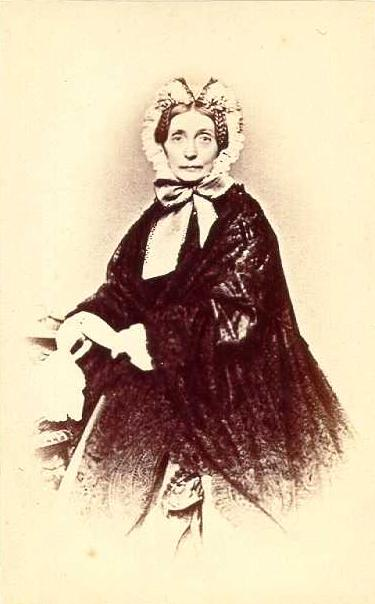
Prințesa Amalie Auguste de Bavaria

- Maria Auguste (22 ianuarie 1827 – 8 octombrie 1857)
- Albert (23 aprilie 1828 – 19 iunie 1902). Căsătorit cu Prințesa Carola, fiica Prințului moștenitor Gustav al Suediei. A devenir rege al Saxoniei.
- Maria Elisabeta (4 februarie 1830 – 14 august 1912). Căsătorită prima dată cu Ferdinando, Prinț de Savoia și Sardinia și a doua oară cu Niccolo Marchese Rapallo.
- Friedrich August Ernst (5 aprilie 1831 – 12 mai 1847)
- George (8 august 1832 – 15 octombrie 1904). Căsătorit cu infanta Maria Anna a Portugaliei. A devenit rege al Saxoniei.
- Maria Sidonia (16 august 1834 – 1 martie 1862)
- Anna (4 ianuarie 1836 – 10 februarie 1859). Căsătorită cu Ferdinand al IV-lea, Mare Duce al Toscanei.
- Margareta (24 mai 1840 – 15 septembrie 1858). Căsătorită cu vărul ei Arhiducele Carl Ludwig al Austriei.
- Sofia (15 martie 1845 – 9 martie 1867). Căsătorită cu vărul ei Karl-Theodor, Duce de Bavaria (fratele împărătesei Elisabeta a Austriei).